# Henry Johansson
Henry Johansson   (Södertälje, 23 de setembre de 1897 - Södertälje, 28 de maig de 1979) va ser un jugador d'hoquei sobre gel suec, que va competir durant les dècades de 1920 i 1930.
El 1928 va prendre part en els Jocs Olímpics de Sankt Moritz, on guanyà la medalla de plata en la competició d'hoquei sobre gel.
A nivell de clubs jugà al Södertälje SK entre 1924 i 1932, amb qui va guanyar la lliga sueca de 1925 i 1931.